# Velkommen, Vinter
Velkommen, Vinter er en essaysamling af Frank Jæger. Samlingen medførte, at Frank Jæger i 1958 blev tildelt De Gyldne Laurbær.